# Korthalsia flagellaris
Korthalsia flagellaris är en enhjärtbladig växtart som beskrevs av Friedrich Anton Wilhelm Miquel. Korthalsia flagellaris ingår i släktet Korthalsia och familjen Arecaceae. Inga underarter finns listade i Catalogue of Life.